# Résistance au pont de la rivière Nen
Invasion japonaise de la Mandchourie
Batailles
Invasion japonaise de la Mandchourie
- Mukden
- Jiangqiao
- Pont de la rivière Nen
- Jinzhou
- Harbin
- Pacification du Mandchoukouo
- Rehe
- Grande Muraille
- Mongolie-intérieure (Suiyuan)

La résistance au pont de la rivière Nen est une petite bataille opposant l'armée nationale révolutionnaire chinoise à l'armée impériale japonaise et aux forces collaborationnistes, après l'incident de Mukden et durant l'invasion japonaise de la Mandchourie. Elle marque le début de la campagne de Jiangqiao.

## Contexte
En novembre 1931, Ma Zhanshan choisit de désobéir à l'interdiction du Kuomintang de résister à l'invasion japonaise et tente d'empêcher les Japonais de pénétrer au Heilongjiang en défendant un pont ferroviaire stratégique au-dessus de la rivière Nen près de Jiangqiao. Ce pont avait été dynamité plus tôt par les forces de Ma durant un combat contre les forces collaborationnistes pro-japonaises du général Zhang Haipeng.

## Bataille
Une équipe de réparation, escortée par 800 soldats japonais, se rend sur place le 4 novembre 1931, mais des combats éclatent bientôt avec une troupe de 2 500 Chinois basée à proximité. Chaque camp accuse l'autre d'avoir ouvert le feu sans provocation ultérieure. Les Japonais prétendent que les Chinois ont ouvert le feu en utilisant des fusils et des mitrailleuses dans le brouillard lorsque les troupes japonaises traversaient. L'escarmouche continue pendant trois heures, jusqu'à ce que les Japonais forcent les troupes de Ma à se replier à Tsitsihar.
Plus tard, Ma Zhanshan retourne sur place avec une force plus importante. Bien qu'ayant délogé les positions avancées des Japonais, il échoue à reprendre le pont, que les Japonais continuent de réparer. Ma est ensuite forcé de se replier face aux chars et à l'artillerie japonaises.

## Conséquences
La réparation du pont permet aux troupes et aux trains blindés japonais de continuer leur avancée.
En dépit de son échec à conserver le pont, Ma Zhanshan devient un héros national pour sa résistance aux Japonais et son acte est rapporté par les journaux chinois et étrangers. Son exemple inspire beaucoup de Chinois à s'engager dans les armées de volontaires anti-japonaises. Bien que souvent menés par des officiers de l'armée et comptant dans leurs rangs de nombreux anciens soldats de métier, la plupart des volontaires n'avaient aucune expérience militaire. Ces armées irrégulières allaient devenir plus tard la principale force anti-japonaise dans le Nord-Est de la Chine en 1932 et poseraient de sérieux problèmes aux tentatives japonaises de pacifier le pays.

## Lienx externes
- Two War Lords, TIME Magazine, Nov. 16, 1931
- NONNI RIVER BRIDGE
- The volunteer armies of northeast China